# 李同道
李同道（1964年4月—），男，汉族，山东寿光人，中华人民共和国政治人物。山东工业大学焊接工艺及设备专业、中国石油大学油气储运工程专业毕业毕业。研究生学历，工学博士，高级工程师。

## 生平
1985年7月参加工作。1989年3月加入中国共产党。
2006年2月，任华鲁控股集团有限公司董事长、党委书记，香港华鲁集团公司董事长。2011年1月，任中共日照市委副书记、市政府党组书记。2011年2月，任中共日照市委副书记，副市长、代市长，市政府党组书记（2011年6月正式当选市长）。2013年，当选第十二届全国人民代表大会山东地区代表。
2015年2月，任中共枣庄市委书记。2018年7月27日，任山东省人大常委会副秘书长。
2019年2月18日，山东省第十三届人民代表大会第二次会议任命李同道为山东省人大常委会财政经济委员会副主任委员。